# Pirembel
Pirembel (ryska: Pirembel’) är en ort i Azerbajdzjan.   Den ligger i distriktet Jardymly, i den södra delen av landet, 220 km sydväst om huvudstaden Baku. Pirembel ligger 1 244 meter över havet och antalet invånare är 557.
Terrängen runt Pirembel är lite bergig. Närmaste större samhälle är Shefekli, 3,3 km sydost om Pirembel. 
Trakten runt Pirembel består i huvudsak av gräsmarker. Runt Pirembel är det ganska tätbefolkat, med 70 invånare per kvadratkilometer.